# Chi Chồn bạc má
Chồn bạc má là một nhóm gồm sáu loài thuộc chi Melogale, chi duy nhất thuộc phân họ Helictidinae, họ Chồn.
- Chồn bạc má Borneo (Melogale everetti)
- Chồn bạc má bắc (Melogale moschata)
- Chồn bạc má Đài Loan (Melogale subaurantiaca)
- Chồn bạc má Java (Melogale orientalis)
- Chồn bạc má nam (Melogale personata)
- Chồn bạc má Cúc Phương (Melogale cucphuongensis)[7]